# 假絲帶蘚
假絲帶蘚（学名：Floribundaria pseudo-floribunda）为蔓蘚科絲帶蘚屬下的一个种。